# Svartbukig tärna
Svartbukig tärna (Sterna acuticauda) är en asiatisk starkt hotad tärna.

## Utseende och läte
Svartbukig tärna är med sina 33 centimeter i längd en relativt liten tärna. Adult fågel i häckningsdräkt har orange näbb, svart hätta och nacke, mörkgrått bröst samt svart på buken och undergumpen. Utanför häckningstid är buken vitaktig och den orangefärgade näbben har en svart spets. Lätet beskrivs som ett klart och pipigt "peuo".

## Utbredning
Fågeln förekommer från Pakistan, Nepal och Indien till Myanmar. Tidigare förekom den i sydvästra Kina, Thailand, Laos, Kambodja och södra Vietnam, men är utgången där. Den ses i låglänta områden upp till 730 meter över havet, men inte utmed kusterna. Arten är mycket stationär och i princip okänd utanför häckningsområdena.

## Levnadssätt

Svartbukig tärna trivs framför allt vid större floder och sjöar, där oftast på sandrevlar och öar. Den födosöker även över risfält, diken och smådammar. Fågeln lever av insekter och småfisk. Arten häckar från februari till maj, ofta med indisk flodtärna, indisk saxnäbb och mindre vadarsvala men häckar ej själv i kolonier. Boet är en uppskrapad grop i sanden, oftast mer än 200 meter från vattnet. Honan lägger i genomsnitt tre ägg.

## Status och hot
Sedan 2012 kategoriserar internationella naturvårdsunionen IUCN arten som starkt hotad (EN) eftersom arten minskar mycket kraftigt i antal och har försvunnit från stora delar av utbredningsområdet. Från att ha varit vida spridd och vanlig i södra och sydöstra Asienär den numera begränsad till Indien, med små bestånd i Pakistan, Nepal och Bangladesh, sannolikt inte fler än 30 individer i vardera land. Den har också visat sig finnas kvar i Myanmar, trots tidigare uppgifter att den skulle ha dött ut där. Beståndet är dock även där mycket litet. Arten förekom tidigare även i sydvästra Kina (Yunnan), Thailand, Laos, Kambodja och Vietnam, men är utgången där. Trots det stora utbredningsområdet tros beståndet uppgå till endast 800–1600 vuxna individer. Fågeln tros ha försvunnit på grund av en kombination av faktorer som påverkar flodsystemen i stort: uppodling av häckningsmiljöer, insamling av ägg, miljöförstöring orsakat av jordbruk och industri, illegalt fiske, överfiske samt översvämning av bon orsakade av dammar.